# Clash of Clans
Clash of Clans (укр. Зіткнення кланів) — стратегічна багатокористувацька відеогра для мобільних пристроїв, розроблена фінською компанією Supercell для IOS та Android. Стала доступною в ITunes з версії 1.7, яка з'явилася 2 серпня 2012, а в Google Play — 7 жовтня 2013 року.

## Ігровий процес

Селище і війська гравця

### Основи
Clash of Clans поєднує риси жанрів RTS і Tower Defense. Гравець розбудовує селище, щоб наймати в ньому війська, вдосконалювати їх та боротися з іншими селищами, керованими штучним інтелектом або іншими гравцями. Селище складається з ратуші, військових споруд, оборонних споруд, ресурсних споруд, пасток і декорацій. Від рівня розвитку ратуші залежить які споруди і війська доступні гравцеві, скільки однотипних споруд він може мати. Військові споруди включають казарми, військові табори, фабрики заклять, темні казарми, фабрики темних заклять. У казармах тренуються війська, а від таборів залежить розмір армії. Оборонні споруди автоматично атакують нападників або перешкоджають їхньому пересуванню. Ресурсні споруди дають ресурси відповідного різновиду й визначають їх кількість у запасі. Декорації не мають практичної користі, лише прикрашаючи селище. Кількість будівельників визначає скільки одночасно будівництв або перебудов може відбуватися в селищі.
Також з четвертого рівня відкривається друге селище, у якому зовсім інші ресурси, особлива система бою, і лише один будівельник. В ньому є унікальні будівлі: шахта кристалів, годинникова вежа і бойова машина. У шахті кристалів добувають кристали, але, оскільки це дуже кропіткий процес, їх в день добувається не так і багато.
Годинникова вежа пришвидшує усе у цьому селищі. Проте, після цього наступне пришвидшення можна зробити лише через 22 години.
Розбудові і у першому, і у другому селищі перешкоджають камені, колоди тощо. Їх можливо прибрати за певну плату. Розташування споруд можна безкоштовно змінити.
Більшість дій вимагають ресурсів: золота, еліксиру, темного еліксиру і кристалів. Усі вони, крім кристалів, яких добувається зовсім не багато, автоматично видобуваються в селищі. Золото переважно витрачається на будівництво і вдосконалення споруд. Еліксир і його різновид темний еліксир необхідні для найму та розвиток військ, вдосконалення деяких споруд. Самоцвіти слугують універсальною валютою, за яку можна миттєво завершити будь-який процес у селищі, або придбати інші ресурси. Отримуються як винагорода чи за реальні гроші. Максимальний запас ресурсів обмежений кількістю і рівнем розвитку їх сховищ.
Зібравши армію, гравець відправляє її на штурм іншого селища. Війська рухаються і атакують автоматично, гравець лише контролює в якому місці і яку кількість висадити. Головна мета битви полягає у знищенні ратуші суперника. Коли війська атакують сховища ресурсів, вони розграбовуються, одразу передаючи золото чи еліксир гравцеві. Всі бойові одиниці (юніти) поділяються на 3 ранги, згідно ціни та можливостей. Окремо виділяються вузькоспеціалізовані «темні» війська, що наймаються за темний еліксир. Найсильнішими в армії є герої — воїни, яких дозволяється мати лише одного. Герої на відміну від решти воїнів безсмертні, проте в разі поразки повинні певний час відновлювати сили. Підвищивши ратушу до 5-го рівня, гравець отримує доступ до заклять, які готуються на фабриці заклять і потім застосовуються на полі бою. Підвищивши ратушу до 13-го рівня, гравець отримує змогу будувати осадні машини, а на 14-му рівні відкриваються тварини. За певну плату купується тимчасова невразливість селища до нападів інших гравців.
Відбудувавши клановий замок, гравець отримує змогу заснувати клан, що об'єднує не більше 50 гравців, або приєднатися до вже існуючого клану. Учасники клану кооперують свої дії, можуть спілкуватися в чаті, ділитися підкріпленням. Перемоги за битви з іншими людьми винагороджуються кубками. Здобувши визначену кількість кубків, гравець входить до відповідної ліги. Що вища ліга, то більша винагорода дається після кожної перемоги.
Також нещодавно були додані завдання, за виконання яких гравець отримує бали. За певну кількість балів гравець отримує винагороди: золото, еліксир, чорний еліксир, кристали, і магічні предмети. Усі бали і виконані завдання анулюються з кінцем сезону, що припадає на кінець місяця.

### Війська
Багато військ є у грі Clash of Clans. Військові сили поділяються на бійців (звичайні війська, «темні» війська і героїв) і закляття. Усі війська тренуються та покращуються за звичайний еліксир; «темні» та особливо сильні закляття вимагають темного еліксиру, що добувається окремо. Під час деяких свят стають доступними особливі сильні війська, такі як Гарбузовий варвар, Скелет велетня і Льодяний чаклун.
Перший ранг. Війська першого рангу швидко створюються і коштують відносно дешево. Вони наділені невеликим запасом здоров'я і поокремо завдають невеликих ушкоджень. В основному вони використовуються групами і беруть фортеці радше числом, ніж силою, розпорошуючи увагу захисників. Такі оборонні споруди як вежа чаклуна і мортира, знищують групи бійців першого рангу, зводячи нанівець їхню чисельну перевагу.
- Варвар — перший юніт у грі. Атакує врукопаш, має невелике здоров'я і ушкодження. Можуть завдати значних втрат лише у групі.
- Лучниця — має менше здоров'я та ушкоджень, ніж Варвар, однак у неї є дуже значна перевага-може атакувати здалека, зокрема й через стіни.
- Гоблін — має схожі з Варваром характеристики, однак рухається з неймовірною швидкістю і, найголовніше, його пріоритетна ціль-збирачі ресурсів, сховища, клановий замок, та ратуша, тобто все, що може містити в собі ресурси. Лише тоді, коли в селищі не залишилось таких будівель, Гобліни можуть переключитися на інші споруди.

Другий ранг. Другий ранг військ потужніший за перший, містить спеціалізованих воїнів: стіноломів, чаклунів, гігантів та повітряні кулі. Повітряні кулі також є першими літаючими військами, доступними в грі. Війська другого рангу складають кістяк будь-якої армії і здатні витримати багато ударів, перш ніж померти.
- Велетень — має велику кількість здоров'я, завдяки чому може прикривати собою слабших юнітів. Однак все ж головна його функція-знищення захисних споруд, що і є його пріоритетною ціллю.
- Стінолом — атакує лише стіни, завдає їм великих ушкоджень одним вибухом, після чого самознищується
- Повітряна Куля — перший повітряний юніт у грі. Як і у Велетня, її головна ціль — захисні споруди. Куля завдає їм великих ушкоджень, однак сама має не дуже великий запас здоров'я
- Чаклун — посилена версія Лучниці, завдає більших втрат та має більший запас здоров'я.
- Третій ранг. Війська третього рангу — найсильніші юніти в грі, не рахуючи героїв. Група з декількох таких бійців здатна самотужки знищити селище противника. Однак, вони дорогі в наймі та вимагають на це багато часу. Війська третього рангу не так уразливі до атак мортир та чаклунських веж, як війська першого рангу.
- Цілителька — єдиний у грі юніт, не здатний атакувати. Зате може поступово відновлювати здоров'я союзних військ.
- Дракон — повітряний юніт, що має великий запас здоров'я та завдає великих втрат.

- П. Е. К. К. А. — робот з надзвичайно міцною бронею, що завдає величезних втрат.
- Дракончик — послаблена версія звичайного Дракона, завдає втрат по зоні та має унікальну здатність-завдає більших втрат, якщо атакує наодинці.
- Шахтар — унікальний тим, що може переміщатися під землею, будучи недоступним для будь-якої атаки.
- Електричний дракон — повітряний юніт, що атакує розрядами, які завдають ушкоджень одразу кільком цілям. По смерті прикликає блискавки, які завдають великих втрат.

«Темні» війська. На відміну від звичайних військ, «темні» війська тренуються з використанням темного еліксиру і тільки в спеціальних «темних» казармах.
- Міньйон — порівняно слабкий та дешевий повітряний воїн. Ефективний тільки у групі.
- Вершник на Кабані — швидкий юніт, пріоритетною ціллю якого є споруди захисту. Може перестрибувати стіни.
- Валькірія — сильний у всіх характеристиках, швидкий юніт. Унікальна тим, що завдає втрат по всій зоні навколо себе, тим самим маючи можливість атакувати одразу декілька будівель.
- Голем — має один з найбільших в грі запасів здоров'я, а ще після смерті розпадається на двох големітів, що мають половину його сили. Однак ці переваги компенсуються його неквапливістю та малою кількістю осок ушкоджень. Пріоритетна ціль-споруди захисту.
- Відьма — чаклунка, що завдає втрат по зоні та прикликає скелетів-дуже слабких юнітів, ефективних тільки у великих групах.
- Лавова гонча — повітряний юніт із величезним запасом пріоритетна ціль-Повітряна Оборона. По смерті розпадається на декілька лавових цуценят — порівняно слабких повітряних юнітів, що атакують все підряд.
- Викидайло — атакує великими каменюками, що можуть пройти крізь декілька цілей, завдаючи ушкоджень всьому, що трапиться по дорозі.

Герої. Герої є найпотужнішими військами. Вони безсмертні, тобто, гравець повинен купити їх лише один раз, після цього вони залишаються назавжди в його армії. Однак, якщо вони були переможені в бою, то їм буде потрібен час, щоб відновити сили.
Війська: Король варварів, Королева лучниць, Великий сторож, Королівський чемпіон, Принц-Міньйон.
З 2017 року можливо звести селище будівельника, що складається з посилених споруд і воїнів. А саме: Лютий варвар, Підступна лучниця, Велетень-боксер, Радіоактивний міньйон, Скелет-бомбер, Дракончик, Гарматний віз, Нічна відьма (Кажан), Десантна повітряна куля, Супер П. Е. К. К. А. Крім того селище будівельника пропонує героя Бойову машину.
Закляття. Закляття готуються на фабриці заклять, а темні закляття — на фабриці темних заклять. Покращуючи фабрики, можна розблокувати більше заклять і отримати можливість зберігати кілька одночасно. Також їх можна досліджувати в лабораторії, щоб зробити потужнішими.
- Блискавичне — завдає втрат будівлям та військам у заданій гравцем зоні, а також паралізує їх.
- Цілительне — відновлює здоров'я союзним військам у заданій гравцем зоні.
- Люті — збільшує швидкість та очки втрат у союзних військ в заданій гравцем зоні.
- Стрибку — надає союзним військам здатність перестрибувати стіни у заданій гравцем зоні.
- Морозне — ненадовго паралізує ворожі споруди і війська у заданій гравцем зоні.
- Клонуюче — створює обмежену кількість копій союзних військ у заданій гравцем зоні.
- Темні закляття:
- Отруйне — сповільнює ворожі війська та завдає їм ушкоджень у заданій гравцем зоні. Не діє на будівлі.
- Землетрусне — завдає великих втрат будівлям та стінам у заданій гравцем зоні. Не діє на війська.
- Поспішне — діє подібно до закляття люті, не збільшуючи при цьому очок ушкоджень, зате даючи неймовірне прискорення союзним військам у заданій гравцем зоні.
- Скелетне — випускає скелетів у заданій гравцем зоні.
- Кажаняче — випускає кажанів у заданій гравцем зоні.
- Магічні закляття:
- Першокласне закляття — працює тільки, якщо у вас є 1 юніт найвищого рівня. Якщо використати, додає можливість виробляти першокласних юнітів впродовж 3 днів.
- Закляття сили — Підвищує рівень юнітів, заклять(не магічних) та облогових машин протягом 1 години.
- Закляття героїв — Підвищує рівень всіх героїв в обох селах на 5 рівнів протягом 1 години.
- Годинникове закляття  — Пришвидшує будівництво будівель, та видобуття ресурсів в селі будівельника протягом 30 хвилин.
- Тренувальне закляття — Пришвидшує швидкість виготовлення юнітів, заклять(не магічних) і облогових машин в казармі протягом 1 години.
- Будівельне закляття — Пришвидшує будівництво всіх будівель у всіх селах в 10 разів протягом 1 години.
- Закляття досліджень — пришвидшує дослідження юнітів нових рівнів у лабораторії в 24 рази протягом 1 години.
- Закляття ресурсів — пришвидшує видобуття ресурсів протягом 10 годин.

Облогові машини — юніти, які з'явились в 2018 році після оновлення. Виготовляються в майстерні, яка з'являється в магазині на 12 рівні мерії. А також вони мають імунітет до заклять.
- Шкідник Стін — їде в напрямку до мерії, винищує стіни і будівлі, які стоять на перешкоді йому.
- Бойовий Дирижабль — обходить наземні цілі, скидує бомби і летить до мерії, щоб доставити війська.
- Кам'яний стукач — Величезна куля, яка спрямована на знищення захисних об'єктів, кидаючи величезні кам'яні брили воно завдає сильної шкоди і створює землетруси, що пошкоджують інші будівлі також.
- Облогові Казарми — Спускаються з парашутом і випускають пекк та чаклунів, а потім ідуть усі юніти, яких вам пожертвували в напрямку ворожої мерії.
- Пускова Установка Колод — Кидає колоди, забиває усе на свому шляху і робить шлях для юнітів до мерії ворожої бази.
- Кидач Вогню — Кидає купу вогняних духів, які створюють безлад на ворожій базі, має велику дальність.

## Клани
У грі є можливість створення свого клану або приєднання до вже існуючого. Клани об'єднують гравців різних рівнів, які можуть змагатись між собою, а також брати участь у спільній війні кланів. Участь у клані збільшує потужність війська. В будь-який момент гравець може попросити підкріплення військами чи ресурсами у своїх друзів. Якщо в клані є учасники вищого, ніж у гравця, рівня, вони можуть надіслати недоступних на його базі воїнів. Тих, у свою чергу, можна використовувати як для нападу на інші селища, так і для захисту своєї рідної бази.

### Кланові війни
Кланова війна — змагання між гравцями двох кланів у війні. В клановій війні можуть брати участь від 5 до 30 гравців. Кожен гравець на клановій війні позначається унікальним номером, який визначений по рівню мерії. Після кожної атаки гравець отримує ресурси, а також, у разі виграшу, від 1 до 3 зірок, а в разі програшу 0 зірок. В кінці кожної кланової війни підраховується кількість зірок, які здобуті кожним кланом, і відповідно присуджується перемога. Також в кінці кожному клану дається досвід, завдяки якому набравши потрібну кількість, клан підвищує рівень і гравці отримують бонуси.

### Ролі гравців у клані
Роль — це права, які вам може надати керівник клану: гравець, старшина, співкерівник, керівник.
Гравець може брати участь у кланових війнах, жертвувати своїми військами, просити війська у інших.
Старшина має права гравця та може запросити іншого гравця до клану і вигнати гравця, який має нижчу роль, ніж старшина.
Співголова має права старшини і може редагувати прапор, мову, опис, правила клану, може почати кланову війну. А ще може вигнати старшину і гравців не вище ролі керівник з клану, крім того може підвищувати інших гравців нижче ролі співголова до своєї ролі.
Голова має усі права керування кланом.

### Ліга Війн Кланів
Ліга війн кланів — серія 7 війн з різними кланами у лізі. В лізі війн кланів можуть брати участь від 15 до 30 гравців. Ліга війн кланів злегка відрізняється від війни кланів, але перед початком війни з ворожим кланом гравцеві не показуються бази ворогів і в кінці 7 війн в лізі війн кланів даються медалі, завдяки яким можна купити зілля, ресурси, статуї і книжки в магазині. Окрім того лідер може дати бонус шістьом гравцям, які добре атакували ворогів в розмірі 50 додаткових медалей. На додаток, у кінці клан може залишитись в лізі, підвищити лігу або знизити лігу, що залежить від кількості зірок, які клан набрав впродовж семи війн в лізі війн кланів.

### Кланові ігри
Кланові ігри — подія, яка відбувається кожен місяць і триває тиждень. В кланових іграх може брати участь кожен гравець клану. Завдання гравців набрати 50 тисяч балів для клану, щоб в кінці події отримати нагороди. Максимальний ліміт балів, які може набрати один гравець — 4 тисячі балів. Щоб отримувати бали гравці виконують завдання. Щоб почати виконання завдання, гравець має натиснути на зображення завдання і натиснути зелену кнопку, якщо гравець передумав виконувати завдання, він може натиснути на зображення завдання і натиснути червону кнопку, але після цього гравець отримує покарання і не може брати завдання протягом 10 хвилин. Також існує 6 рівнів нагород для першого рівня потрібно 3 тисячі балів, для другого 7 500 , для третього 12 тисяч, для четвертого 18 тисяч, для п'ятого 30 тисяч і для шостого 50 тисяч балів.
В кожному рівні гравцю треба буде обрати 1 нагороду з трьох і гравець візьме стільки нагород, скільки клан досягнув рівнів.
Нагороди бувають такі: ресурси , зілля , кільця , книжки та кристали.

## Кампанія
Однокористувацька гра надає низку битв, де гравець в ролі глави селища бореться із гоблінами, завойовуючи і руйнуючи їхні фортеці. Кампанія починається з нападу гоблінських грабіжників, гравець вчиться оборонятися, керувати базою, після чого атакує позиції гоблінів, просуваючись до їхньої головної фортеці. Кожне вороже селище вирізняється своїм плануванням, що вимагає від гравця різних стратегій. Успіхи оцінюються в зірках (від 1 до 3), залежно від кількості зруйнованих споруд. Є змога переграти колишні битви задля кращого результату, але за них не отримується повторна винагорода в ресурсах.

## Регіональні обмеження
З 14 березня 2023 року доступ до гри заборонений Supercell в Росії та Білорусі, через рік після того, як її було видалено з тамтешніх магазинів у зв'язку з російським вторгнення до України. Для гравців із Китаю Clash of Clans має окремий сервер.